# Ментухотеп II
Небхепетра Ментухотеп II — давньоєгипетський фараон з XI династії, засновник Середнього царства.

## Життєпис
Був сином Ініотефа III та другорядної цариці Ях. Вважається, що він правив принаймні 39 років.
2050 або 2040 року до н. е. Ментухотеп здобув вирішальну перемогу над своїм суперником з Гераклеополя Мерікарою. Про саму битву мало відомо, але більшість єгиптологів вважають спадщиною того бою 60 не муміфікованих тіл, знайдених у Дейр ель-Бахрі. Невдовзі помер і сам Мерікара, а Ментухотеп знову об'єднав країну, вперше з часів Шостої династії.
За Ментухотепа було запроваджено культ синкретичного бога Сонця — Амона-Ра, який був покликаний консолідувати населення Верхнього та Нижнього Єгипту. Відомо, що Ментухотеп очолював вторгнення до Нубії, контроль над якою було втрачено під час Першого перехідного періоду.
Ментухотеп похований у поховальному храмі в Дейр ель-Бахрі поряд із Фівами. Цариця Нового царства Хатшепсут, яка створила поряд свій величний храм, реставрувала гробницю попередника й використала елементи архітектури його комплексу під час будівництва свого.